# 布达佩斯西站
布达佩斯西站（匈牙利語：Budapest Nyugati pályaudvar）是布达佩斯三个主要火车站之一（连同布达佩斯东站和南站），在第6区。
1846年，匈牙利的第一条铁路线，佩斯–瓦茨线终点站在此兴建。为了修建大环路（Nagykörút），老车站被拆除。新站由August de Serres设计，由艾菲尔公司建造。1877年10月28日开业。
紧邻该站的广场名西广场（Nyugati tér）为一交通枢纽，特雷西亚环路（Teréz körút）、圣伊什特万环路（Szent István körút）、瓦茨大街（Váci út）、鲍伊奇-日林斯基大街（Bajcsy-Zsilinszky út）在此交汇，有多条公交线路，电车4路和6路，以及布达佩斯地铁3号线的西站站。
匈牙利国家铁路在该站与布达佩斯国际机场一号航站楼之间开通班车，运行时间大约需要25分钟，费用365匈牙利福林，每小时运行2-3次。
1999年，WestEnd City Center购物中心在西站广场开业。

2011年电影碟中谍：幽灵协议曾在车站内及周围拍摄。

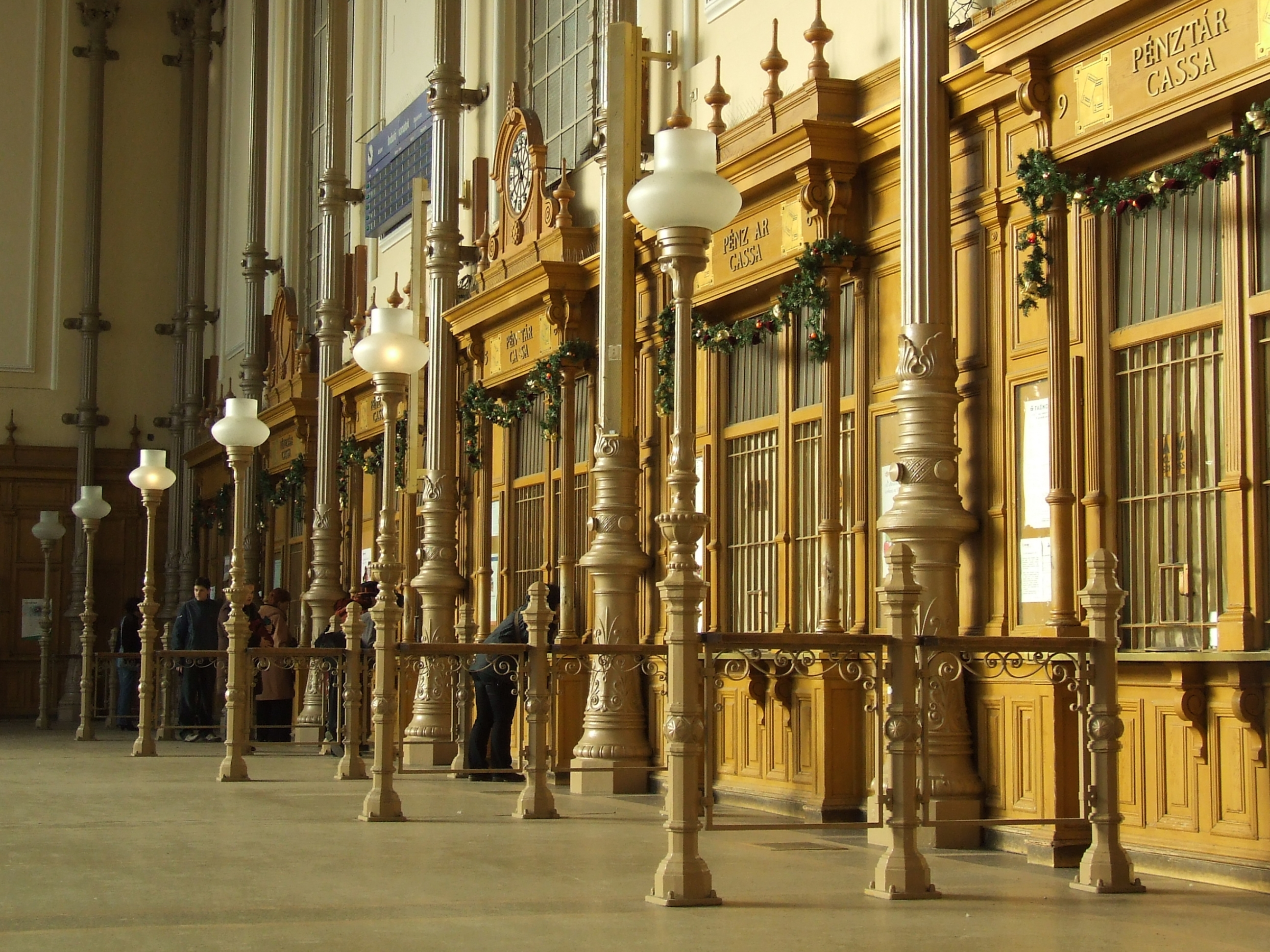
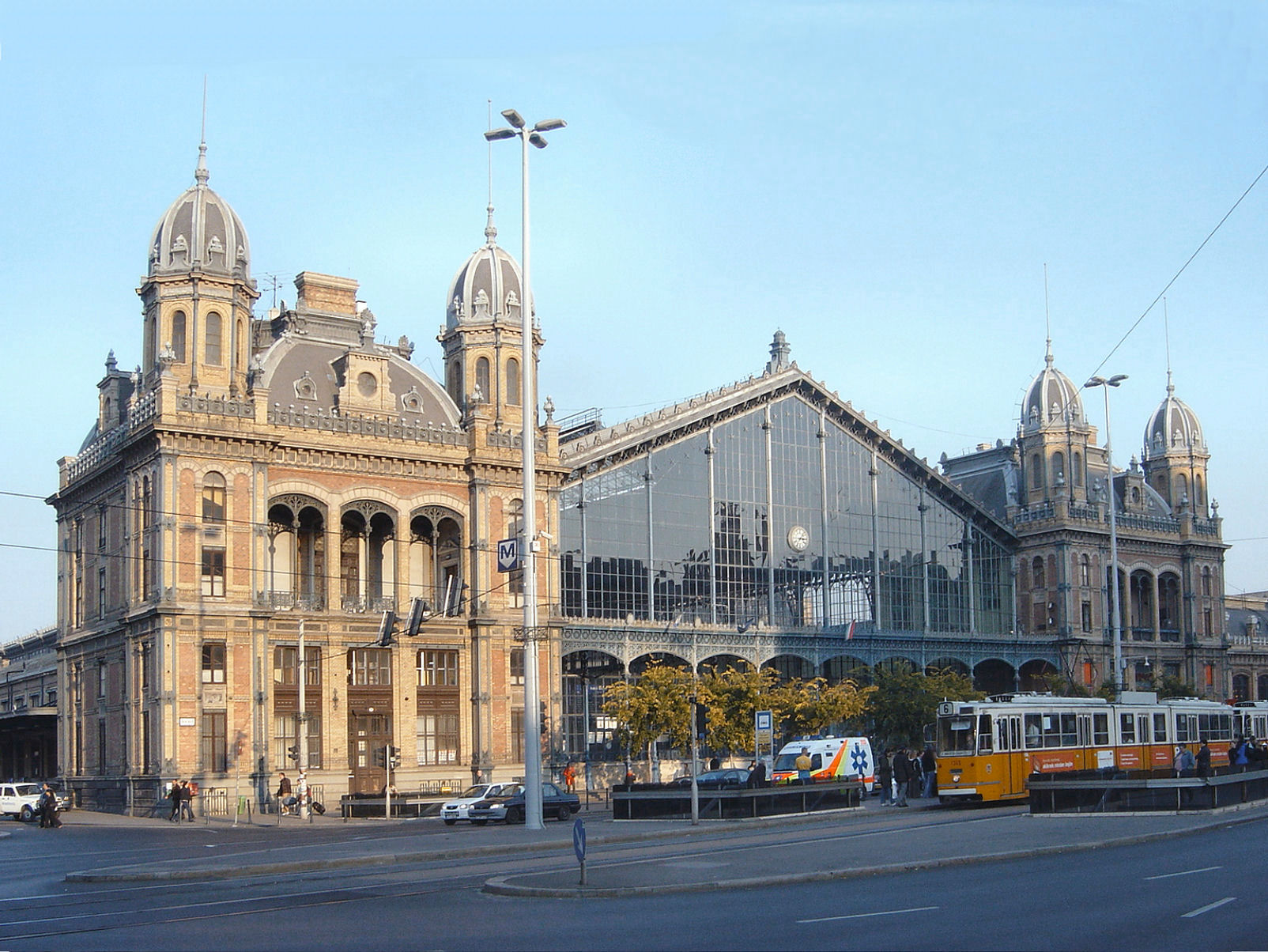
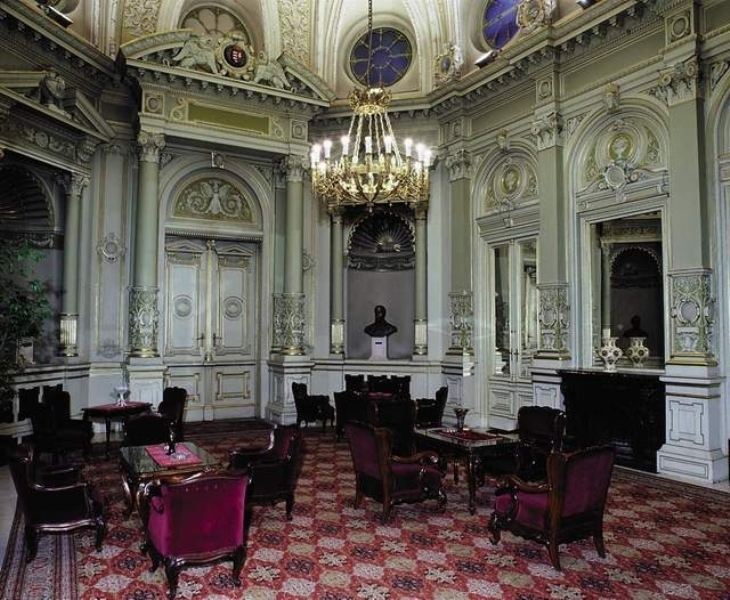
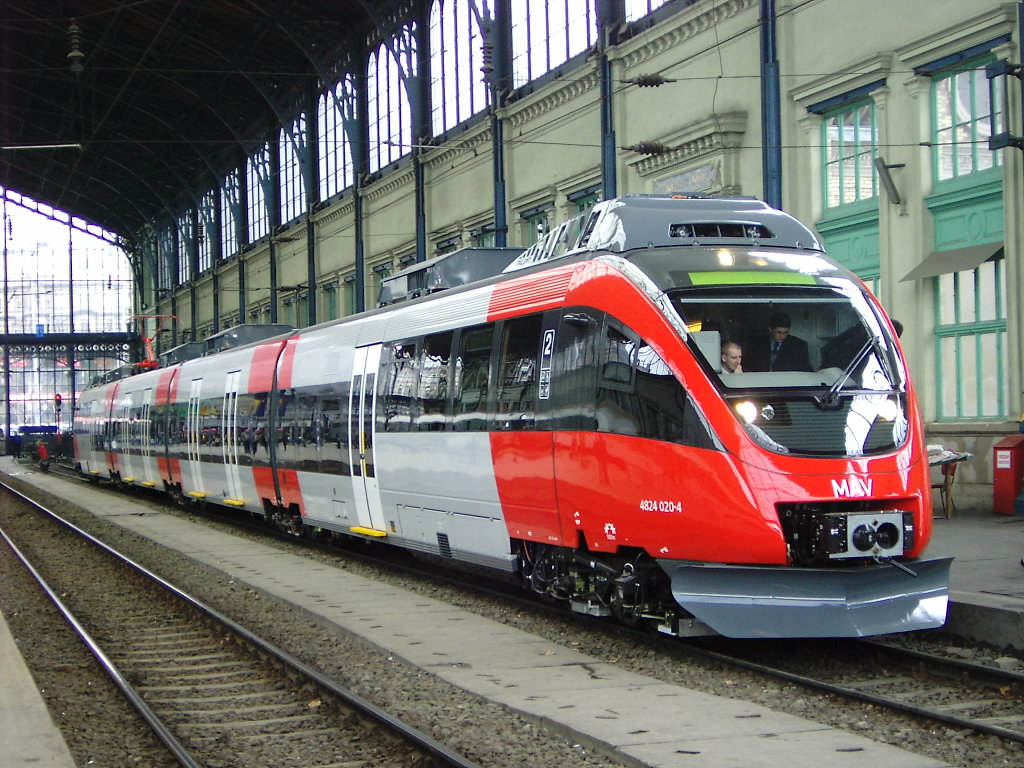
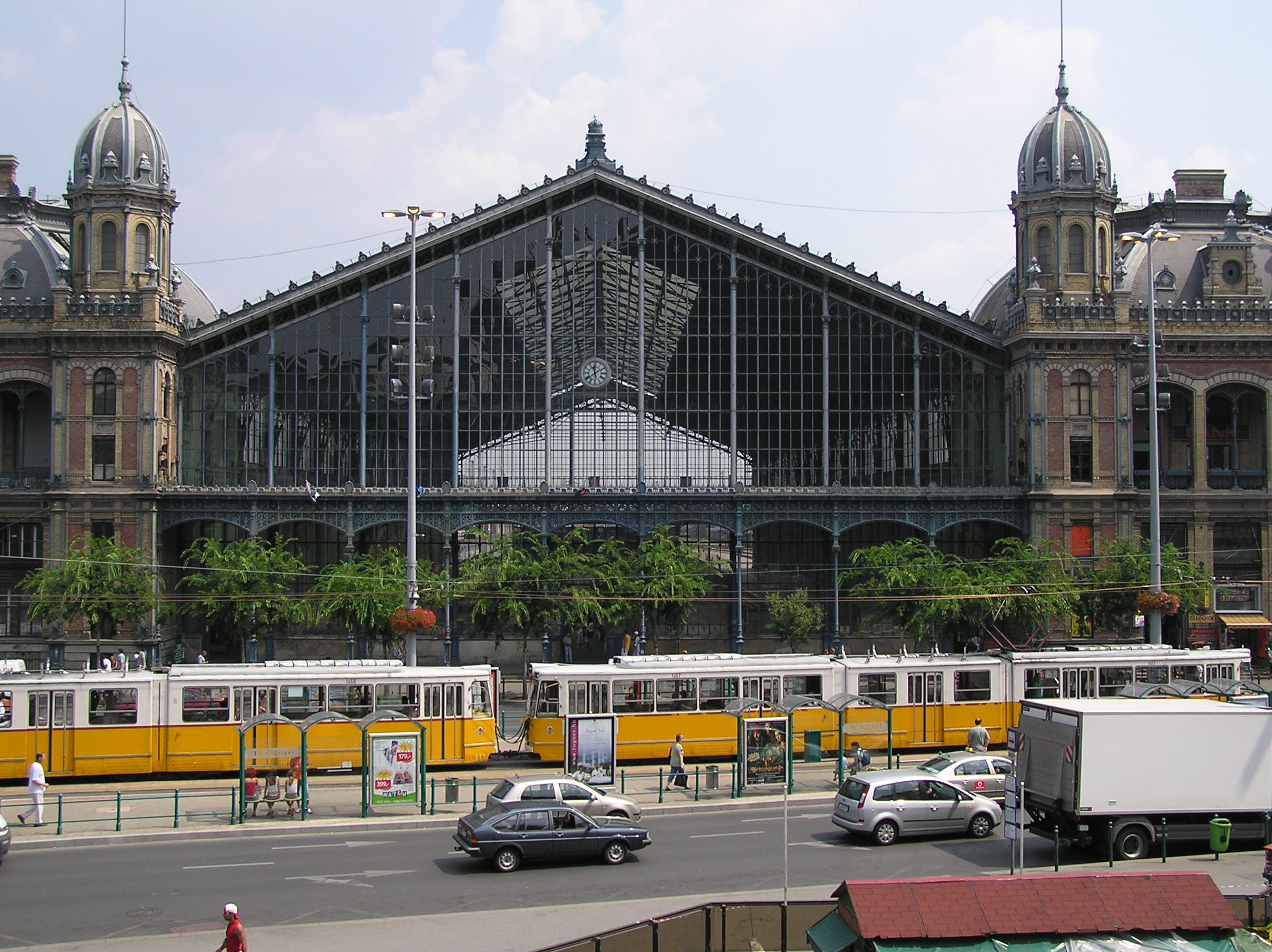

47°30′39″N 19°03′27″E / 47.51083°N 19.05750°E